# Nichts ist für immer
Nichts ist für immer ist der Titel eines Liedes der deutschen Band Extrabreit, das 1996 als Single aus dem Album Jeden Tag – Jede Nacht ausgekoppelt wurde. Es handelt sich um ein Duett mit dem deutschen Unterhaltungskünstler Harald Juhnke.

## Hintergrund
Extrabreit hatte 1993 gemeinsam mit Hildegard Knef deren Lied Für mich soll’s rote Rosen regnen aus dem Jahr 1968 neu aufgenommen. Die Aufnahme war auf dem Album Hotel Monopol enthalten und wurde als erste Single daraus ausgekoppelt, die Platz 35 der deutschen Single-Charts erreichte.
Für das Nachfolgealbum schrieben Sänger Kai Havaii und Gitarrist Stefan Kleinkrieg unter anderem das Lied Nichts ist für immer. Da sie schon lange vorhatten, mit Juhnke etwas zu machen, fragten sie, ob er Interesse an einer Zusammenarbeit hätte. Das Lied wurde Juhnke vorgespielt, es gefiel ihm, und er sagte zu. Allerdings hatte er ursprünglich die Idee, dass die Band seinen Song Barfuß oder Lackschuh mit ihm aufnehmen könne.
Die Aufnahme des Liedes fand in „Connys Studio“ in Wolperath statt. Das Musikvideo wurde von Jo Heim in schwarz-weiß gedreht. Neben der auf dem Album enthaltenen Version wurde auf der ausschließlich als CD angebotenen Single eine Live-Version des Liedes (Länge: 2:47 min.) sowie das Lied Viel zu blond („Scharff-Mix“, 3:45) veröffentlicht.
Der Text des Liedes kann durchaus als Anspielung auf Eskapaden sowohl einzelner Extrabreit-Mitglieder als auch Juhnkes verstanden werden:
Textbeispiel:
Hoch am Abgrund wie gewohnt

wir tanzen auf dem Seil, ’ne Zigarre im Mund

Nichts ist für immer, und nichts ist umsonst

Einen für die Liebe und Einen für die Kunst

Nichts zu leugnen und nichts zu bereu’n

Wir sind was wir sind, und wir bleiben uns treu
Letztlich erwiesen sich Juhnkes Alkoholprobleme jedoch als hinderlich für die Single. Sie verpasste den Einstieg in die Charts, während das Album bis auf Platz 65 kletterte. Hinderlich war auch, dass der Fernsehsender Viva, der die Band 1994 noch unterstützt hatte, nun der Meinung war, die Gruppe sei zu alt, und das Video nicht sendete.